# Calanus cristatus
Espèce
Calanus cristatus est une espèce de crustacés copépodes de la famille des Calanidae, faisant partie du zooplancton.